# 北24區縣
北24區縣是印度的一個縣，位於該國東北部，由西孟加拉邦負責管轄，面積4,094平方公里，每年平均降雨量1,579毫米，2011年人口10,082,852，人口密度每平方公里2,463人。印度共产主义活动家罗易生于此地。

## 外部連結
- Everything about the district of North 24 Parganas- a really good site （页面存档备份，存于）
- map of North 24 Parganas
- another map of North 24 Parganas
- Census 2001 data

22°08′N 88°30′E / 22.13°N 88.50°E